# Brovari rakétakatasztrófa
A brovari rakétakatasztrófa 2000. április 20-án történt Ukrajnában, a Kijevi területen, a Kijev mellett fekvő Brovari városban, amikor a honcsarivszkei lőtérről egy gyakorlat során indított Tocska-U típusú harcászati ballisztikus rakéta letért a tervezett repülési irányáról, majd a városban egy kilencszintes épületbe csapódott be. A rakéta gyakorló harci résszel volt felszerelve. A katasztrófa nyomán három személy életét vesztette és öt ember megsérült. A katasztrófa után négy napig, április 23-ig az Olekszandr Kuzmuk vezette ukrán védelmi minisztérium nem ismerte el, hogy az Ukrán Fegyveres Erőkhöz tartozó rakéta csapódott a lakóépületbe.

## Az események lefolyása
2000. április 20-án a Tocska-U rakétákkal felszerelt, Konotopban állomásozó 123. rakétadandár egyes egységei gyakorlaton vettek részt a Csernyihivi területen fekvő honcsarivszkei lőtéren. A 300 fővel és 50 járművel tartott gyakorlaton 50 katona és 10 jármű érkezett a 123. rakétadandártól, köztük két darab 9K79-1 Tocska-U harcászati rakétarendszer.
A felhasznált 9M79 típusú rakétát 1990. július 6-án gyártotta a Votkinszki Gépgyár. A rakétát a 123. rakétadandár 2000. április 14-én kapta meg a raktározási helyről. Ekkor már csak két hónap volt hátra a gyártói garanciából. A rakétát a dandárnak történt átadása előtt egy automata tesztrendszerrel ellenőrizték. Akkor a rakéta irányítórendszerében hibát észleltek. A hibás részegységet kicserélték, majd újra elvégezték az ellenőrzés, amely ekkor már nem jelzett hibát. Április 19-én a rakétát egy szállító járművel a honcsarivszkei lőtérre vitték. A lőtéren a rakétát behelyezték a szállító-indító járművébe, majd újra ellenőrizték, melynek során működőképesnek bizonyult a rakéta.

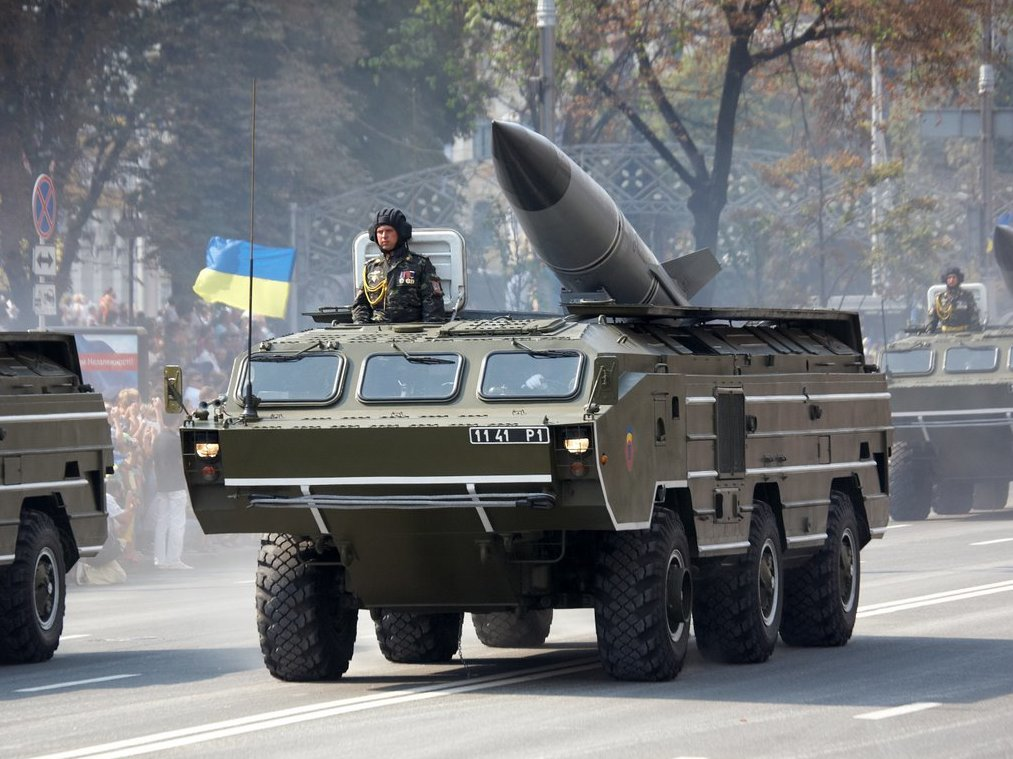
Ukrán Tocska-U harcászati ballisztikus rakéta díszszemlén 2008-ban

A rakétaindítás előtt az irányítórendszerbe betáplálták a cél koordinátáit, amely a honcsarivszkei lőtértől 31 km-re fekvő desznai lőtéren helyezkedett el.  A rakétát helyi idő szerint 15:05-kor sikeresen elindították. A startot követő 12. másodpercben a kezelők a rakétán egy kis villanást észlelte, de ennek nem tulajdonítottak jelentőséget. Ezt követően a rakéta balra letért a tervezett röppályájáról, majd az indítás helyétől 91 km-t repülve Brovariban csapódott be.
A rakéta helyi idő szerint 15:11 körül csapódott be a Függetlenség sugárút (bulvar Nezalezsnosztyi) 3. szám alatt lévő kilencszintes (nyolcemeletes) épület 2. lépcsőházába. A téglaépületet 1975-ben építették a Brovari Porkohászati Üzem dolgozói számára. A becsapódás helyszíne mindössze 200 méterre volt a városközponttól. Az eltalált épület földszintjén működött a városi okmányiroda, amely azonban azon a napon zárva volt. A rakéta a tetőnél csapódott be és a legfelső emelettől az első szintekig hatolva okozott károkat. A rakéta ballisztikus pályájának legmagasabb pontja 8 km volt, onnan kezdte meg a süllyedést. A rakéta tömege a becsapódás pillanatában kb. 1,1, tonna, a sebessége kb. 2500 km/h volt.
A hadgyakorlat forgatókönyve szerint a rakétaindítás után a rakétarendszernek azonnal el kellett hagynia az indítási pozíciót és vissza kellett térnie Konotopba. A rakétarendszer személyzete mintegy félórás előkészület után indult vissza a bázisára, előtte azonban az Északi Műveleti Parancsnokság parancsnokhelyettese elismerő karórákat adott át a gyakorlat egyes résztvevőinek.